# Adivasi

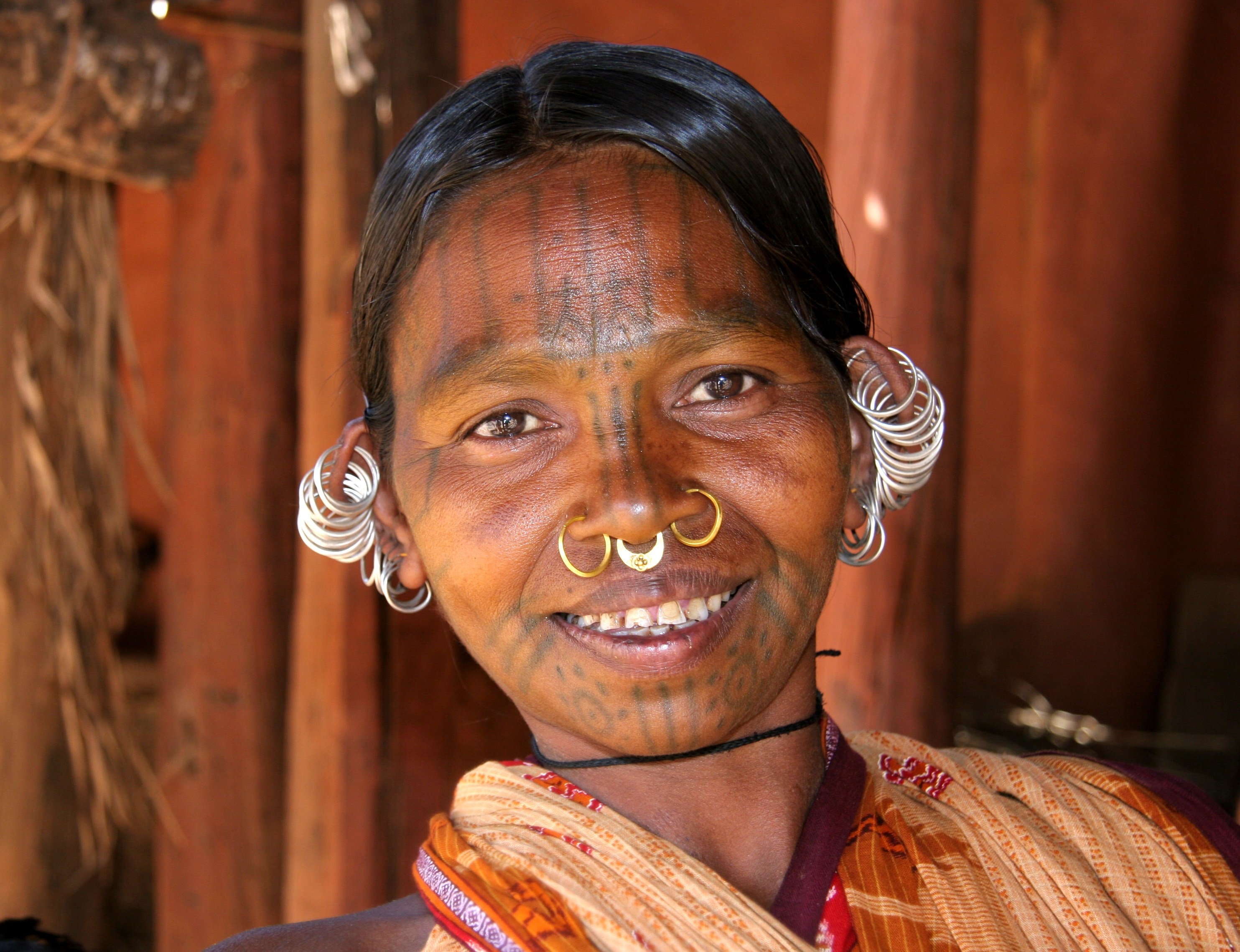
Een Adivasi-vrouw van de (Kutia) Khonds-stam uit Odisha

Adivasi (Hindi: ādivāsī, आदिवासी, letterlijk oude bewoners) is een heterogene etnische en in stamverband levende groep die in het algemeen worden beschouwd als de oorspronkelijke bevolking van het Indisch Subcontinent, dat wil zeggen daterend van voor de Arische migraties vanuit Centraal-Azië, die gewoonlijk tussen 2000 en 1500 v.Chr. worden gedateerd. Adivasi wonen voornamelijk in India, maar ook in Pakistan, Bangladesh en Nepal. Volgens de Indiase volkstelling van 2001 vormen adivasi 8,2% van de Indiase bevolking, wat destijds neerkwam op 84.326.240 mensen.

Percent of scheduled tribes in India by tehsils by census 2011

## Scheduled Tribes
Adivasi worden door de Indiase grondwet erkend als scheduled tribes (vastgestelde stammen). Samen met de scheduled castes (vastgestelde kasten) (hoofdzakelijk dalits) vormen ze de scheduled castes and tribes die in het totaal 24,4% van de Indiase bevolking vormen (2001). Deze categorie komt in aanmerking voor bepaalde stimulerende overheidsmaatregelen. Of een gemeenschap tot de scheduled castes of tot de scheduled tribes behoort of tot geen van beide wordt door de Indiase overheid vastgesteld en is constant een onderwerp van debat. De Indiase overheid onderscheidt ruim 600 verschillende scheduled tribes. De primitive tribal groups (primitieve tribale groepen) vormen een subcategorie van de scheduled tribes en bestaan voornamelijk uit jagers en verzamelaars. Hiervan worden er ruim 70 onderscheiden. Voor het overgrote deel hebben zij de godsdiensten aangenomen van nieuwe groepen: hindoeïsme, boeddhisme, islam en christendom. Alleen de grote santal-stam heeft in belangrijke mate de eigen religie behouden. Andersom zijn er aanwijzingen dat in de Vedische religie van de Arische invallers veel elementen van adivasi-godsdiensten zijn opgenomen, die nog in het hedendaagse hindoeïsme aanwijsbaar zijn.

## Verspreiding en kwetsbaarheid
Adivasi-gemeenschappen zijn vooral te vinden in de Indiase staten Chhattisgarh, Jharkhand, Odisha, Madhya Pradesh, Gujarat, Rajasthan, Maharashtra, Andhra Pradesh, Bihar, West-Bengalen, Mizoram en andere noordoostelijke staten, en op de Andamanen en Nicobaren. 
De meeste stammen wonen in ontoegankelijke heuvelachtige of bergachtige dichtbeboste gebieden, wat een van de redenen is waarom men ze van weinig politiek en economisch belang vindt. Veel kleinere stammen zijn kwetsbaar als gevolg van de ecologische schade die door de economische modernisering wordt veroorzaakt. Commerciële bosbouw en intensieve landbouw blijken schadelijk te zijn voor de bossen, waar eeuwenlang vormen van zwerflandbouw zijn beoefend.
De meeste adivasi behoren dan ook tot de economische en maatschappelijke onderlaag van de Indiase samenleving. Ze hebben te maken met vooroordelen, discriminatie en geweld van andere bevolkingsgroepen.

## Talen
Adivasi spreken meerdere talen en dialecten die tot meerdere taalfamilies behoren, vooral de Dravidische talen, Austroaziatische talen en de Tibeto-Birmaanse talen.

## Etnische groepen
Hieronder volgt een selectie van etnische groepen die tot de Indiase adivasi worden gerekend, met de staten waar ze voorkomen. Sommige hiervan (*) komen ook in buurlanden voor.
- Baiga (Madhya Pradesh, Chhattisgarh en Jharkhand)
- Bharia (Madhya Pradesh)
- Bhil (Gujarat, Madhya Pradesh, Chhattisgarh, Maharashtra, Rajasthan en Tripura)*
- Bhutia (Sikkim en West-Bengalen)*
- Birhor (Jharkhand)
- Bodo (Assam)
- Boksa (Uttarakhand en Uttar Pradesh)
- Bonda (Odisha)
- Chenchu (Andhra Pradesh)
- Dimasa (Assam)
- Garo (Meghalaya)*
- Gondi (Madhya Pradesh, Maharashtra, Chhattisgarh, Andhra Pradesh en Odisha)
- Hmar (Manipur, Mizoram, Assam, Meghalaya en Tripura)*
- Ho (Jharkhand en Odisha)
- Karbi (Assam, Meghalaya en Nagaland)
- Khasi (Assamm en Meghalaya)*
- Khond (Odisha en Andhra Pradesh)
- Korwa (Chhattisgarh en Jharkhand)